# Rambluzin-et-Benoite-Vaux
Rambluzin-et-Benoite-Vaux is een gemeente in het Franse departement Meuse (regio Grand Est) en telt 86 inwoners (2009). De naam van de gemeente is een samenstelling van het plaatsje Rambluzin en het bedevaartsoord Benoîte-Vaux, dat in de bossen in het zuiden van de gemeente ligt.
De gemeente maakt sinds maart 2015 deel uit van het toen opgerichte kanton Dieue-sur-Meuse. Daarvoor was het deel van het toen opgeheven kanton Souilly. De gemeente maakt deel uit van het arrondissement Verdun.

## Geografie
De oppervlakte van Rambluzin-et-Benoite-Vaux bedraagt 19,6 km², de bevolkingsdichtheid is dus 4,4 inwoners per km².
De onderstaande kaart toont de ligging van Rambluzin-et-Benoite-Vaux met de belangrijkste infrastructuur en aangrenzende gemeenten.

## Demografie
Onderstaande figuur toont het verloop van het inwonertal (bron: INSEE-tellingen).